# 祁家湾站
祁家湾站是一个京广线上的铁路车站，位于湖北省武汉市黄陂区祁家湾镇，建于1901年，曾为四等站，邮政编码为432203。本站现已撤销，站址下行6公里处为林家湾线路所，可通往武汉北站。